# Kundas
Kundas es un cortometraje de ficción español dirigido por Rodrigo Rodero ambientado en el universo de las cundas, los así llamados taxis de la droga en Madrid, y que se dedican principalmente al traslado de toxicómanos desde la capital hacia los poblados, principal foco de venta de esta sustancia. 
Está interpretado por los actores Antonio Navarro, Ana Cuerdo, Toni Álamo y Rakel González, a partir de un relato de David Cuesta y Rodrigo Rodero.

## Argumento
La historia, escrita por David Cuesta y Rodrigo Rodero, se sitúa en Madrid a finales de los años 90 para contar la historia de El Gallo, un conductor que transporta habitualmente a toxicómanos desde el centro de la capital hasta uno de los suburbios del extrarradio donde se vende heroína. En uno de sus viajes una chica sentada en la parte de atrás le hace recordar a La Niña, un antiguo y olvidado amor de su adolescencia.

## Premios
- Premio del Público en el Festival Iberoamericano de Cortometrajes VERSIÓN ESPAÑOLA / SGAE (TVE)
- Premio AISGE Mejor Actor (Antonio Navarro) en Festival Internacional de Ourense
- Sección Oficial Festival Internacional “Mar del Plata” (Argentina)
- Sección Oficial Festival Internacional Los Ángeles (USA)